# Dawyd Arachamija

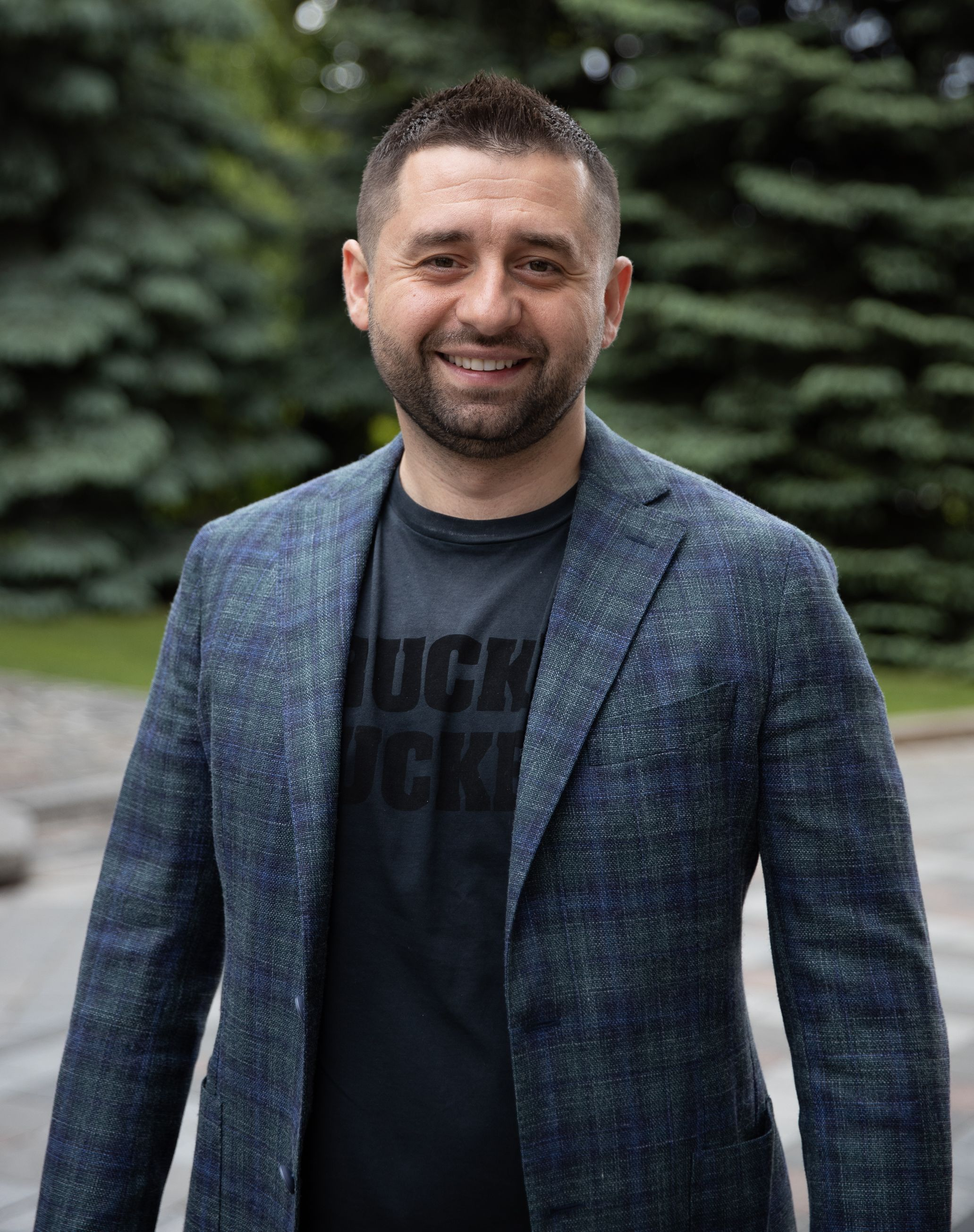
Dawyd Arachamija (2020)

Dawyd Heorhijowytsch Arachamija (georgisch დავით გიორგის ძე არახამია, ukrainisch Давид Георгійович Арахамія; * 23. Mai 1979 in Sotschi, Russische SFSR) ist ein ukrainischer Unternehmer und Politiker georgischer Abstammung. Er ist seit 2019 Abgeordneter und Fraktionsvorsitzender der Partei Sluha narodu („Diener des Volkes“) in der Werchowna Rada.

## Leben
Arachamija verbrachte seine Kindheit in Gagra, Georgien. 1992 floh seine Familie vor dem Georgisch-Abchasischen Krieg nach Mykolajiw, Ukraine. Er studierte Wirtschaftswissenschaften an der Europäischen Universität in Kiew und der Londoner Open University.
Arachamija ist Gründer mehrerer IT-Startups, darunter TemplateMonster und Weblium. Im März 2014, während der Krise um die Annexion der Krim durch Russland, startete er Spendenaufrufe zur Ausrüstung der ukrainischen 79. Luftlandebrigade. Im August 2014 wurde er Berater des damaligen Gouverneurs der Oblast Mykolajiw, Wadym Merikow, und zwei Monate später wurde er als Berater ins Verteidigungsministerium berufen. Im Juni 2019 ernannte ihn Präsident Wolodymyr Selenskyj zum Sekretär des Nationalen Rates für Investitionen.
Bei der Parlamentswahl in der Ukraine vom August 2019 trat er für die neugegründete Partei Sluha narodu an und errang einen Sitz in der Werchowna Rada, dem Parlament der Ukraine, wo er als Fraktionsvorsitzender seiner Partei gewählt wurde. Er gilt als enger Vertrauter von Präsident Selenskyj. Nach dem russischen Überfall auf die Ukraine 2022 wurde er Mitglied der ukrainischen Delegation bei den Verhandlungen über einen Waffenstillstand, die in Belarus und der Türkei geführt wurden.